# ヘンリー・ブラッドリー
ヘンリー・ブラッドリー（Henry Bradley、1845年12月3日 - 1923年5月23日）は、ジェームズ・マレーの後継者として『オックスフォード英語辞典』(OED) の編集主幹を務めた、イギリスの文献学者/辞典編纂者、辞書学者。

## 生い立ち
ブラッドリーはノッティンガムシャーの農家の息子として生まれたが、青年期までにいくつかの古典古代の古典言語に熟達し、ロシア語を14日間で学んだとも伝えられている。サイモン・ウィンチェスターによれば、友人が発見したブラッドリーの子どものころのノートには次のように記されていたという。

… モーセ五書ないしイザヤ書に固有の言葉の一覧、ヘブライ語文献における孤語、動詞「to be」に相当するアルジェ語 (Algerine)、 アラビア語、新約聖書における吟遊詩人風ないし楔形文字風のレタリング、などの言葉遣いから、彼がホメーロス、ウェルギリウス、サッルスティウスやヘブライ語旧約聖書を同時並行に読んでいたことが示唆されている。また別のノートには、 （ハールーン・アッ＝ラシードの時代の人物と思しき）「アドマール (Admar)」によるアンタール・ベン・トオファイル (Antar ben Toofail) の伝記から、ラテン語詩の諸規則、リチャード・ハクルートと（詠唱における）ヘブライ語のアクセント、さらにそこに追記された第9代準男爵サー・ウィリアム・ハミルトンとデュガルド・スチュアートについての注記、そして、アイスキュロスの『縛られたプロメテウス』の一部の翻訳...

ブラッドリーは長い間、シェフィールドのカトラリー（食器）工場で、単なる通信文書係の事務員として働いていた。彼が初めてその博識を公にしたのは、ロンドンでJ・S・コットン (J. S. Cotton) が発行していた週刊の文学雑誌『Academy』のコラムニストとしての活動を通してであった。

## オックスフォード英語辞典
ブラッドリーがジェームズ・マレーの注意を引くようになったのは、1884年2月に『Academy』誌上で、OEDの第1巻『A–Ant』の書評をしたのがきっかけだった。ブラッドリーの書評は、この辞書の明瞭なフォーマットとすっきりしたデザインを賞賛し、引用句の効率的な使い方を賞賛しつつも、マレーによる語源の記述には文句をつけ、それによって物議を醸した。当時のブラッドリーは無名のフリーランスの書き手に過ぎず、公的な学術的資格はもっていなかったが、この論評には、いくつもの言語についての深い知識を示すものであり、マレーの同僚たちが提起することができなかった批判の論点が盛り込まれていた。例えば、ギリシャ語の接尾辞が「父称としてのみ用いられる」わけでないのだから「Anemone」（アネモネ）は「風の娘」という意味にはならない、とか、「alpaca」（アルパカ）はマレーが記したアラビア語起源ではなく、スペイン語起源の可能性が高いことの指摘などである。
ブラッドリーにとっての大成功は、その賞賛も批判も公正でよく考えられており、賞賛しながらもへつらうことはなく、誤りを正ながらも敵対的になることはなかったというところにあった。この辞書を作り上げていく上で、計り知れないほどの価値がブラッドリーにあることを見てとったマレーは、彼をまず編集助手として雇い、後には共同編集主幹に昇格させた。
ジェームズ・マレーの陰で、ブラッドリーは見落とされがちであったが、ブラッドリーが、作業に時間を要する、無理が利かない働き手で、病気がちであったことは承知しておくべきであろう。いずれにせよ、ブラッドリーが、特筆に値する言語学者であり、また、ほとんど自学自習の人であったことは間違いない。

## 他の業績と栄誉
OEDの仕事に関わるようになってから、ブラッドリーはその学識にふさわしく認知されるようになった。オックスフォード大学とハイデルベルク大学はブラッドリーに名誉学位を贈り、ブラッドリーはオックスフォード大学のモードリン・カレッジやイギリス学士院のフェローとなった。さらに、ロンドンの言語学協会の会長となり、ヘンリー・ワトソン・ファウラーなどとともに、純正英語協会 (Society for Pure English, SPE) の設立を支援した。
ブラッドリーの著作で最も興味深いのは、彼の文献学研究生活の頂点である『英語発達小史 (The Making of English)』である。この本は、歴史を通して、英語における変化や、他の言語から要素を借り入れた事情を検討しているが、専門的な言語学が心ならずも依拠しているような、諸々の難解なシンボルは持ち出されていない。著者の前書きで、ブラッドリーはこの本を「文献学に通じていない読者を教育する」ことを目的とすると述べ、自らの専門分野を大衆に普及させることに成功し、平易な英語に敵対する存在であるジャーゴンを持ち出さなくても、読んで理解しやすくした。

## 死と没後の評価
ブラッドリーが発表した最後の文章「Tract No. XIV: On the Terms Briton, British, Britisher"」は、純正英語協会 (SPE) によって公表された。ブラッドリーこの文章の最初の3段落を書き、心臓発作を起こして、2日後に死去した。文章を仕上げたのはロバート・ブリッジズで、ファウラーによる「Preposition at End」や、簡単な死亡記事が一緒に掲載された。
OEDの歴史を取り上げたサイモン・ウィンチェスターの『オックスフォード英語大辞典物語』 は、ブラッドリーについて最も深く取り扱っている本である。

## おもな著作
- The story of the Goths, from the earliest times to the end of the Gothic dominion in Spain (1887)
- Oxford English Dictionary (1888–1923): E, F–G, L, M, S–Sh, St, and part of W
- The Making of English (1904)
  - （ヘンリー・ブラッドリー 著、大塚高信 訳）英語の発達、泰文堂、1931年[2]
  - （ヘンリー・ブラッドリー 著、大塚高信 訳）英語の成立、泰文堂、1942年[3]
  - （H・ブラッドリ 著、寺沢芳雄 訳）英語発達小史、岩波文庫（岩波書店）、1982年[4]
- Collected Papers of Henry Bradley (1928) - 短めの文章を集めた著作集で、ロバート・ブリッジズによる回顧録も掲載されている。